# Соловйов Євген Володимирович
Євге́н Володи́мирович Соловйо́в — український військовослужбовець, підполковник Збройних сил України, учасник російсько-української війни. Кавалер Хреста бойових заслуг (2022), ордена «За мужність» III ступеня (2022).

## Життєпис

### Російсько-українська війна
Станом на жовтень 2022 року підполковник Євген Соловйов здійснив 78 бойових вильотів з метою ураження живої сили та техніки російських окупантів, пунктів управління, логістичних центрів. Завдяки його діям у складі екіпажу літаків СУ-24М знищено значну кількість живої сили й техніки противника.

## Нагороди
- Хрест бойових заслуг (14 жовтня 2022) — за особисту хоробрість і відвагу, виявлені у захисті державного суверенітету та територіальної цілісності України, самовіддане виконання військового обов'язку[2];
- Орден «За мужність» III ступеня (2 серпня 2022) — за особисту мужність і самовіддані дії, виявлені у захисті державного суверенітету та територіальної цілісності України, вірність військовій присязі[3].

## Військові звання
- підполковник;
- майор.